# Жаров, Дмитрий Викторович
Дмитрий Викторович Жаров (17 июля 1982 года, Москва, СССР) — российский футболист, полузащитник.

## Биография
Воспитанник спортшколы «Торпедо-ЗИЛ». На профессиональном уровне дебютировал в составе команды второго дивизиона «Краснознаменск». Позднее Жаров перешел в московский «Алмаз». С ним он пробился на профессиональный уровень, но в 2004 году команда снялась с турнира по ходу дебютного сезона во втором дивизионе. В этом же году полузащитник провел пять матчей первом дивизионе за калининградскую «Балтику».
В 2005 году россиянин оказался в составе молдавского клуба Национальной дивизии «Нистру» (Отачь). Полузащитник помог ей завоевать Кубок страны. Завершал свою карьеру Жаров в любительских коллективах.

## Достижения
- Обладатель Кубка Молдавии: 2004/05
- Серебряный призёр Чемпионата Молдавии: 2004/05